# Cytronada
Cytronada – niegazowany napój cytrynowy, produkowany i sprzedawany w Polsce w latach 80. XX wieku w foliowych woreczkach, które należało przebić słomką (często sprzedawaną w komplecie z woreczkiem).